# Хосе Коронадо
Хосе Марија Коронадо Гарсија  (шп. José Maria Coronado   García; Мадрид, 14. август 1957) је шпански филмски и телевизијски глумац и бивши модел. Његови наступи у улогама полицајаца донели су му неке од највећих успеха у каријери.

## Биографија
Хосе Марија Коронадо Гарсија је рођен у Мадриду 14. августа 1957. године  у добростојећој породици из Шамберија. Започео је студије медицине, а касније и студије права, а од којих је одустао, прихвативши понуду да учествује у снимању рекламе на Менорци. Пре него што се придружио школи глуме Кристине Роте, Коронадо је радио као модел, кореограф, потом отворивши и ресторан. Након курсева глуме, добио је малу улогу у позоришној представи „El público”, изведеној 1987. у Мадриду. Прву улогу остварио је у играном филму „Waka waka”. У својој богатој филмској каријери глумио је у више од 30 филмова. Освојио је неколико награда за своју улогу главног глумца у филму из 2011. „No habrá paz para los malvados”, укључујући и Гоја награду. Такође је познат по свом романтичном животу, по везама са шпанском мисицом лепоте Ампаро Муњоз, певачицом Изабел Пантоја, Паолом Домингин (имају сина Николаса), глумицом Естер Канадас и певачицом и глумицом Моником Молином са којом има ћерку Канделу.